# Kroktjärnen (Hammerdals socken, Jämtland, 705124-147420)
Kroktjärnen är en sjö i Strömsunds kommun i Jämtland och ingår i Indalsälvens huvudavrinningsområde.